# Lake Burley Griffin
Lake Burley Griffin (Jezioro Burleya Griffina) – zbiornik zaporowy w Canberze, stolicy Australii, zbudowany w 1963 roku na rzece Molonglo.
Na środku jeziora znajduje się wysoko tryskająca fontanna, będąca częścią pomnika kapitana Jamesa Cooka (Captain James Cook Memorial).
Zbiornikowi nadano imię Waltera Burleya Griffina (1876–1937), amerykańskiego architekta projektującego australijską stolicę.